# Anemia angolensis
Anemia angolensis là một loài dương xỉ trong họ Anemiaceae. Loài này được Alston mô tả khoa học đầu tiên năm 1954.